# Грандвју (Илиноис)
Грандвју (енгл. Grandview) град је у америчкој савезној држави Илиноис.

## Демографија
По попису из 2010. године број становника је 1.441, што је 96 (-6,2%) становника мање него 2000. године.
| Група             | 2000.         | 2010.         |
| Белци             | 1.431 (93,1%) | 1.283 (89,0%) |
| Афроамериканци    | 73 (4,7%)     | 96 (6,7%)     |
| Азијати           | 1 (0,1%)      | 4 (0,3%)      |
| Хиспаноамериканци | 8 (0,5%)      | 14 (1,0%)     |
| Укупно            | 1.537         | 1.441         |